# Letis lignitis
Letis lignitis är en fjärilsart som beskrevs av George Francis Hampson 1926. Letis lignitis ingår i släktet Letis och familjen nattflyn. Inga underarter finns listade i Catalogue of Life.